# Хуситски войни
Хуситските войни, известни още като Бохемски войни или Кръстоносен поход срещу хуситите, обхващат периода от 1420 до 1434 г.
Сред главните причини за избухването на поредицата от войни е изгарянето на клада на Ян Хус – идеолог на чешката Реформация, което предизвиква буря от недоволство в Чехия. Това е първата европейска война, в която масово се използва огнестрелно оръжие.

## Чехия през XIII-XIV век
След разпадането на Великоморавия борбата за политическо обединение на чешките земи се оглавява от династията Пршемисловци. Към началото на XI век Бохемия, една нова политически стабилна славянска държава,  започва да играе важна роля в централна Европа. През XI век чешкият крал Бржитислав подписва договор със Свещената Римска Империя, чрез който се обявява за васал на империята. Въпреки това Чехия запазва значителна самостоятелност, а Прага се превръща в един от цветущите центрове на търговия и култура в Европа. Едновременно с това Бржитислав започва да колонизира Чехия с германци. Скоро католическата йерархия и аристокрацията в страната се оформя като предимно германоезична. Почти във всички градове управлението е в ръцете на немски преселници и чешката култура бързо се замества от германската. От 1138 г. чешкият херцог е и принц-електор на Свещената Римска империя. Чехите започват да недоволстват от новото управление.

## Хуситско движение
Реакцията срещу германското присъствие в Чехия и срещу стремежите на германското духовенство да подчини чешката църква прераснала в края на XIV и началото на XV век в мощно обществено движение. То обединява почти всички слоеве на чешкото общество и придобива ярко изразен религиозен характер в духа на Реформацията. Движението е оглавено от преподавателя по богословие от Пражкия университет Ян Хус (1369 – 1415 г.) и бързо получава названието „хуситско движение“. Ян Хус остро критикува пороците не висшето германско духовенство, изказва се против натрупването на църковни богатства и симония и ратувал за секуларизацията на църковни имоти. Той смятал, че вечното спасение на хората зависи единствено от Божията воля. Затова търсещите спасение християни не се нуждаели от свещенослужители или от свещеническо посредничество. Хус не смята папата за Божи наместник на земята и изисква създаването на национална чешка църква, независима от папската курия. Под негово влияние започва отстраняване на професори от университета, но това спира с обявяването на Хус за ректор на университета през 1409 г.
Папството и германското духовенство в Чехия не остават безучастни към набиращото скорост чешко национално движение. Ян Хус е отлъчен от църквата и през 1412 г. е принуден да напусне Прага. Три години по-късно той е призован да се яви на съд пред църковния събор в Констанц. Там той е съден като еретик и присъдата му била прочетена на 6 юли 1415 г. и е изгорен на клада.

## Хуситски войни
Мъченическата смърт на Хус предизвиква силно недоволство, насочено срещу свещениците на Ватикана. Чехия се разделя на два лагера – католически и хуситски. Наложена е цялостна и принудителна секуларизация на църковните имоти. Същевременно се разширява обществено-народното движение, като селяните се опълчват срещу светските феодали, немската върхушка и императора. Пражкият градски плебс извършва погром срещу немския патрициат и сваля градския съвет, като седем от членовете му са убити – Първа Пражка дефенестрация на 30 юли 1419 г.
През същата години умира бохемският крал Вацлав IV. Правото върху трона принадлежи на неговия брат, ненавиждания в цяла Чехия император Зигмунд Люксембургски, който не се колебае да използва военна сила, за да реализира това си право. Открито подкрепен от папата след събора в Констанц, той е заинтересован да потуши хуситското движение. Императорът и папата обявяват кръстоносен поход срещу хуситите. В петте последователни кампании на този поход се включват (по различно време) нобили и войници от Унгария, Полша, Майсен, Тюрингия, Саксония, Лужица, Хесен, Силезия, Австрия, Малтийския орден, Италия, Бранденбург, Горен Пфалц и Бавария.
През 1422 г. хуситите, предвождани от Едноокия Ян Жижка, спечелват важна победа край Немечки брод. Отблъсквайки нашествието на немците, хуситите навлизат в Саксония, Бранденбург и Прусия, но липсата на единодушие в командването им попречва да постигнат окончателна победа. Умерените хусити каликстинци, които обединяват дребни благородници, по-богати рицари и граждани не издигат някакви други политически и обществени искания освен секуларизация на църковните имоти и богослужене на чешки език. Лагерът на радикалните таборити (по името на крепостта Табор), включващ обеднелите рицари, по-бедните занаятчии и селяни, от своя страна настоява за създаване на свободни църковни общини без висша духовна йерархия и разпространява призиви за равноправие и борба с угнетителите. През 1434 г. каликстинците и католическите лоялисти обединяват силите си и разгромяват таборитската войска в битката на Чешки брод. Умерените признават Зигмунд Люксембургски за крал на Чехия и на 23 август 1436 г. той получава чешкия трон.
В резултат на поражението на революционното хуситско движение в Чехия е установен съсловен строй с надмощие на шляхтата. Програмата на Ян Хус, в която той проповядва обществено равенство, не е осъществена. През XV в. селяните попадат под пълната зависимост на шляхтата и са закрепостени към земята.